# Математичні науки
Математичні науки — це галузі науки, які охоплюють, окрім математики, ті академічні дисципліни, які є переважно математичними за своєю природою, але не завжди вважаються підгалузями власне математики.
Наприклад, статистика, за своїми методами є математичною, але виникла з бюрократичних і наукових спостережень, які злилися з оберненою ймовірністю, а потім розвинулася через застосування в деяких галузях фізики, біометрії та соціальних наук, щоб стати самостійною, хоч і тісно пов'язаною галуззю. Теоретична астрономія, теоретична фізика, теоретична та прикладна механіка, механіка суцільного середовища, математична хімія, актуарна наука, інформатика, обчислювальна наука, наука про дані, дослідження операцій, кількісна біологія, теорія управління, економетрика, геофізика та математичні геонауки — ці галузі також часто розглядаються як частина математичних наук.
Деякі навчальні заклади пропонують дипломи з математичних наук (наприклад, Військова академія США , Стенфордський університет і Хартумський університет) або прикладних математичних наук (наприклад, Університет Род-Айленда).